# Delta Air Lines
Delta Air Lines, Inc. je americká letecká společnost sídlící v Atlantě ve státě Georgie, byla založena v roce 1924. Delta je zakládájícím členem letecké aliance SkyTeam v roce 2000. V roce 2016 přepravila 183 milionů pasažérů, provozuje více než deset tisíc letů denně.
Na americkém trhu operuje Delta také pod značkou Delta Connection. Některé lety zajišťují také partneři Compass Airlines, Endeavor Air, ExpressJet, GoJet Airlines, Shuttle America a Skywest Airlines letadly Bombardier a Embraer. Na mezinárodní úrovni má Delta Air Lines rozšířenou spolupráci na dálkových linkách s KLM, Air France, Virgin a Alitalia. Má také několik bází mimo USA, například na pařížském letišti Charlese de Gaulla, v Tokijském letišti Narita nebo na amsterdamském letišti Schiphol.
Delta provozuje také přímé sezónní denní spojení z letiště New York–JFK do Prahy, na kterém létá letoun Boeing 767-300ER, který bývá v letních měsících vystřídán větším Airbusem A330-300 či Boeing 767-400ER. Linka skončila na jaře 2020 z důvodu koronavirové pandemie. V letní sezóně roku 2022 je linka DL210 z New Yorku (JFK) do Prahy společně s linkou DL211 v opačném směru opět spuštěna. Operována je strojem Boeing 767-300ER. 

## Historie

### Začátky
Společnost Delta Air Lines vznikla v roce 1924 pod jménem Huff Daland Dusters jako malá skupina práškovacích letadel v Americké Georgii. Společnost se postupně rozšiřovala až na 18 letadlovou flotilu, což byla ve své době největší flotila letadel na světě, postupně se práškovací firma začala rozrůstat až do Mexika a zbytku Jižní Ameriky.
C. E. Woolman odkoupil Huff Daland Dusters. Přejmenoval společnost na název Delta Air Service. První osobní let byl vykonán v roce 1929, z Dallasu, přes Texas až do Jacksonu v Mississippi, navíc s několika dalšími mezipřistáními. Byl vykonán s letadlem Travel Air 6000, do kterého se vešel pilot a pět pasažérů. V roce 1930 byla společnost přejmenována na Delta Air Corporation, přerušila osobní leteckou dopravu a začala se zaměřovat na leteckou poštu.

### 1940–1980

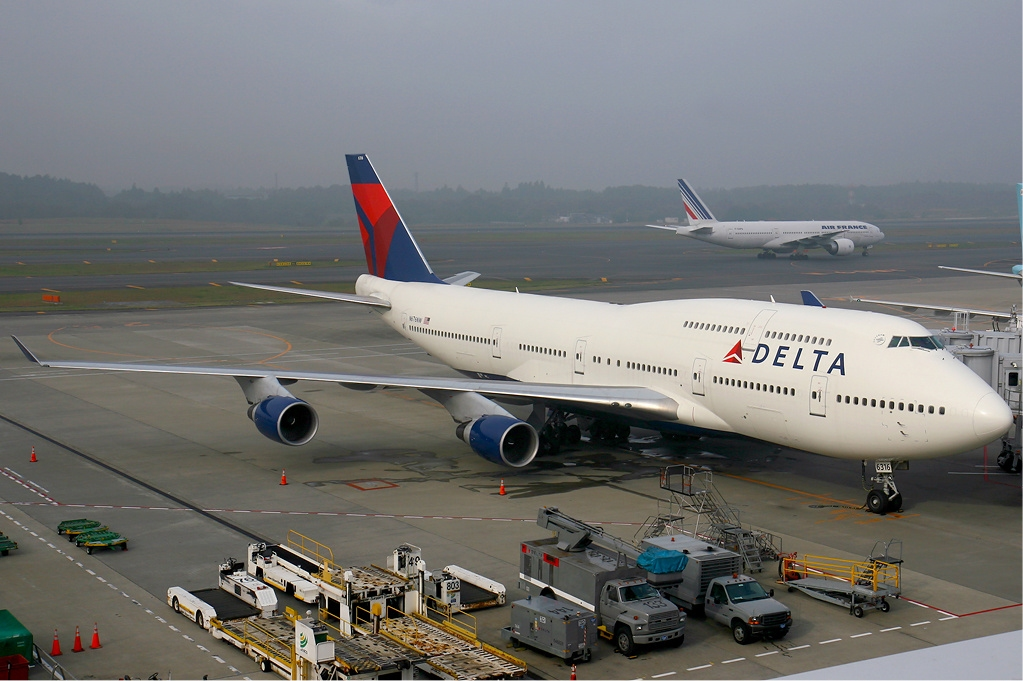
Boeing 747-400 v barvách Delta, 2009

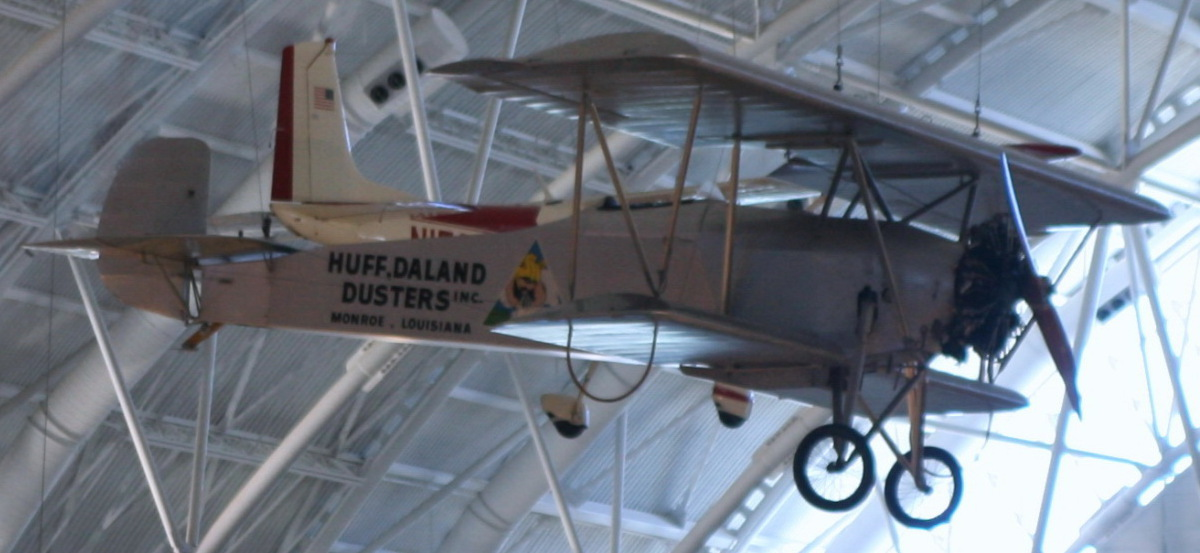
Letadlo Huff Daland Dusters, což byl původní název letecké společnosti Delta Air Lines v muzeu

V roce 1940 se opět společnost přejmenovala na název Delta Air Lines. Linky jsou obsluhovány letadly DC-2, DC-3, ve kterých jsou i stevardky. V roce 1941 se sídlo přesouvá z Monroe do Atlanty. V roce 1946 přepravuje Delta svého miliontého pasažéra, flotila Delta Air Lines má pro cestující celkově 644 sedadel. V roce 1953 letadla Delta Air Lines začínají létat mezinárodní lety, především do venezuelského Caracasu a na Karibik. Společnost v roce 1959 obdržuje čtyřmotorový letoun DC-8, na kterém se poprvé objevuje logo s modrým trojúhelníkem.
Delta obdržuje National Safety Award (Národní ocenění za bezpečnost), pro 11 miliard přepravených pasažérů bez letecké nehody. Stává se také první aerolinkou provozující dvoumotorové proudové letadlo DC-9. Po přibližně 50 letech působení Delta provozuje mezinárodní linky s Boeingem 747 a letadlem Lockheed L-1011 TriStar, v roce 1972 se připojují aerolinky Northeast Airlines k Deltě.
Kolem roku 1970 zavádí Delta počítačový rezervační systém.

### 1980–2000
Na začátku 90. let má Delta finanční potíže, Western Airlines se připojují k Deltě a ta se stává čtvrtou největší leteckou společností té doby v USA. Spouští internetový rezervační systém. V roce 1991 převzala Delta letadla zaniklé společnosti Pan Am. Zahajuje jako první v Severní Americe provoz letadla McDonnel Douglas MD-11. Stává se hlavní Olympijskou leteckou společností při olympijských hrách 1996 v Atlantě.
DeltaCargo a SwissCargo vytváří společně první nákladní leteckou alianci, rok 1988. Air Transport World magazine vyhodnocuje v roce 1999 Deltu jako společnost roku.

### 2000–současnost

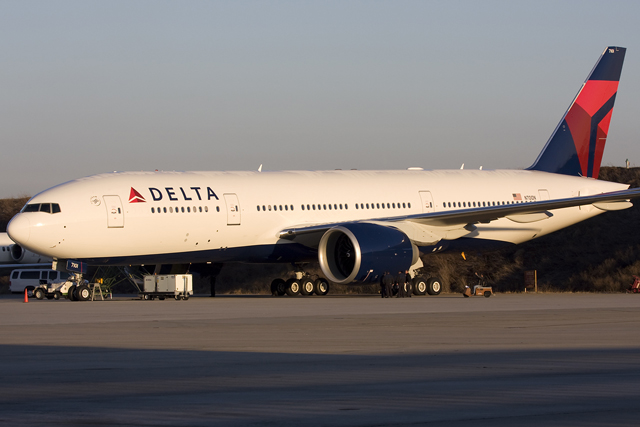
Boeing 777-200 Delta v roce 2008

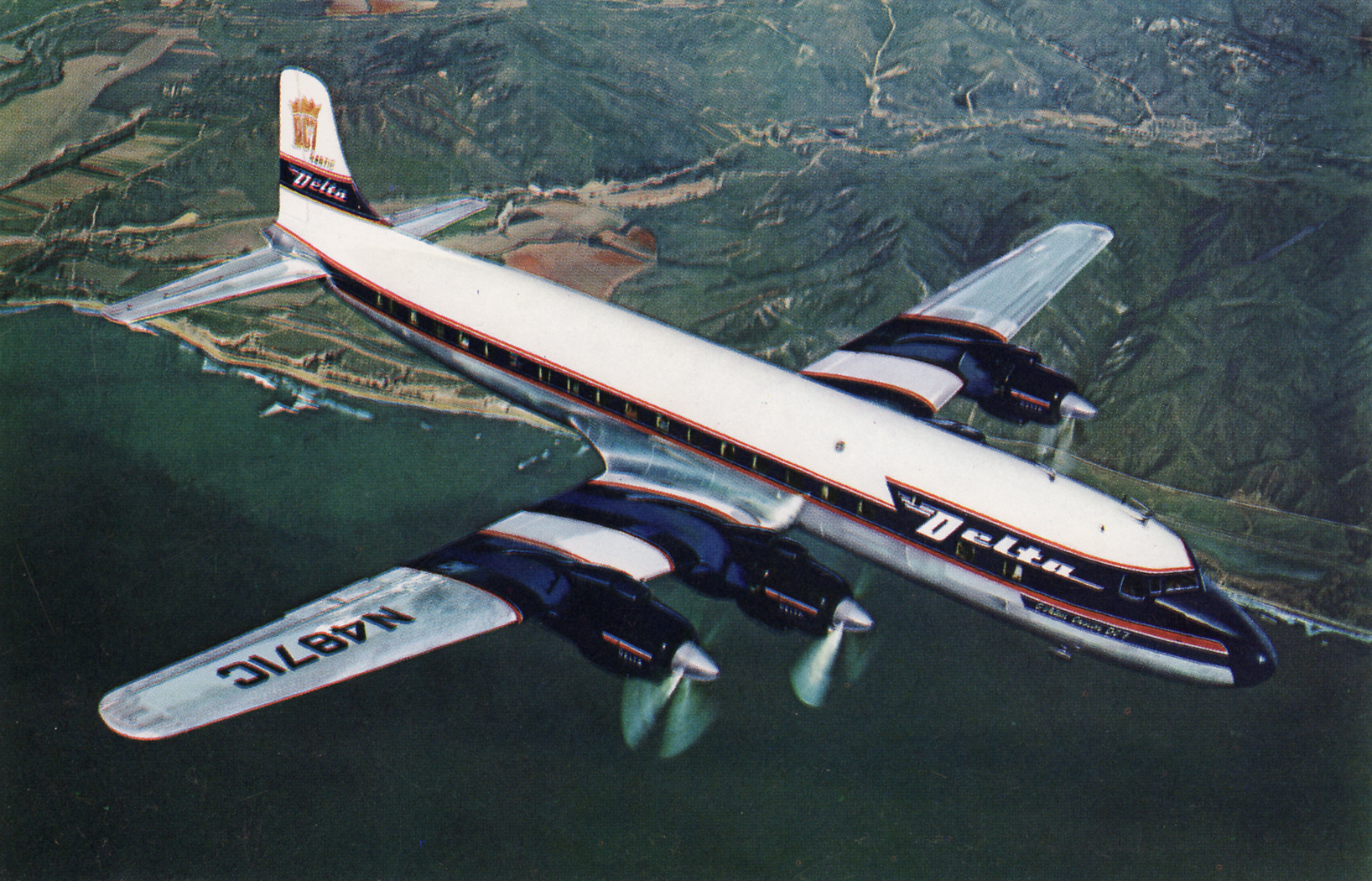
Delta Douglas DC-7, 60. léta 20. století

Delta Air Lines společně s Aeroméxico, Air France a Korean Air v roce 2000 zakládá leteckou alianci SkyTeam, objednává přibližně 500 nových letadel. Vznikají také nové internetové stránky a logo. V roce 2003 byla založena byla nová sesterská nízkonákladová letecká společnost Song, která byla inovativní díky svému modernímu přistupu k zákazníkovi. Po čase zkrachovala kvůli finančním problémům. Gerald Grinstein se v roce 2004 stal sedmým výkonným ředitelem Delta Air Lines, slavilo se 75 let fungování společnosti. V tu dobu operovala ve 124 světových destinacích v 24 zemích, což bylo v této době nejvíce na světě. V roce 2010 Delta oznámila velké předělávky ve službách k pasažérům. To znamenalo investici více než 2 miliardy dolarů do modernizace interiérů letadel.

V roce 2019 koupila Delta 20 % podíl v jihoamerické letecké společnosti LATAM. LATAM zároveň ukončil partnerství s American Airlines a opustil alianci Oneworld.

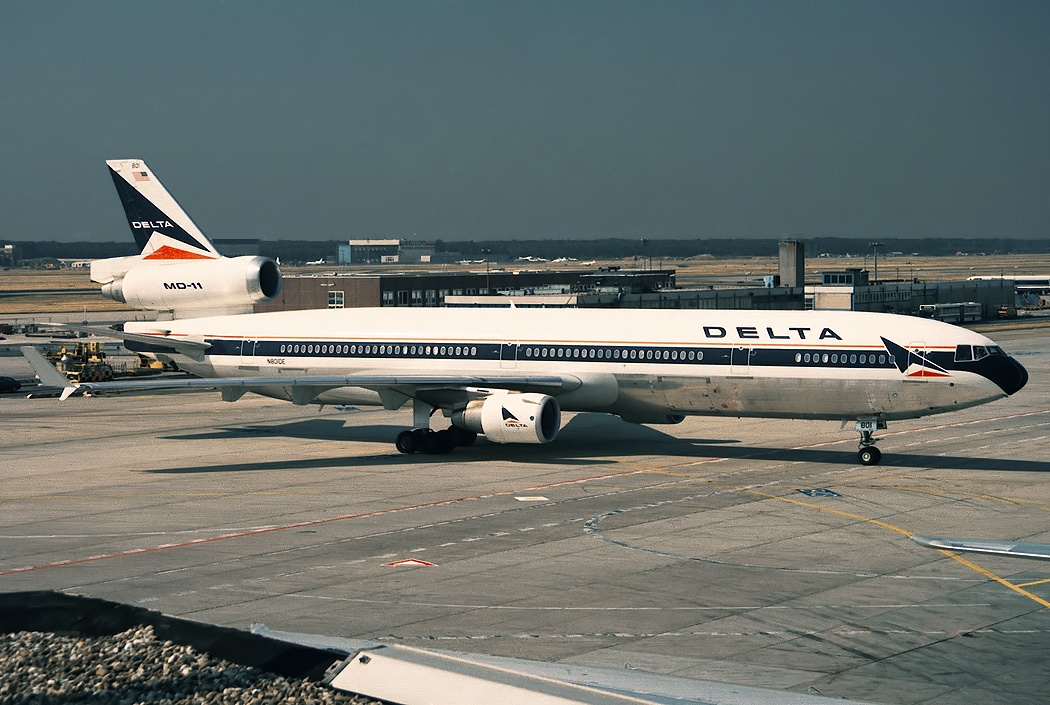
McDonell Douglas MD-11 ve starých barvách Delta Air Lines v roce 1994

## Flotila

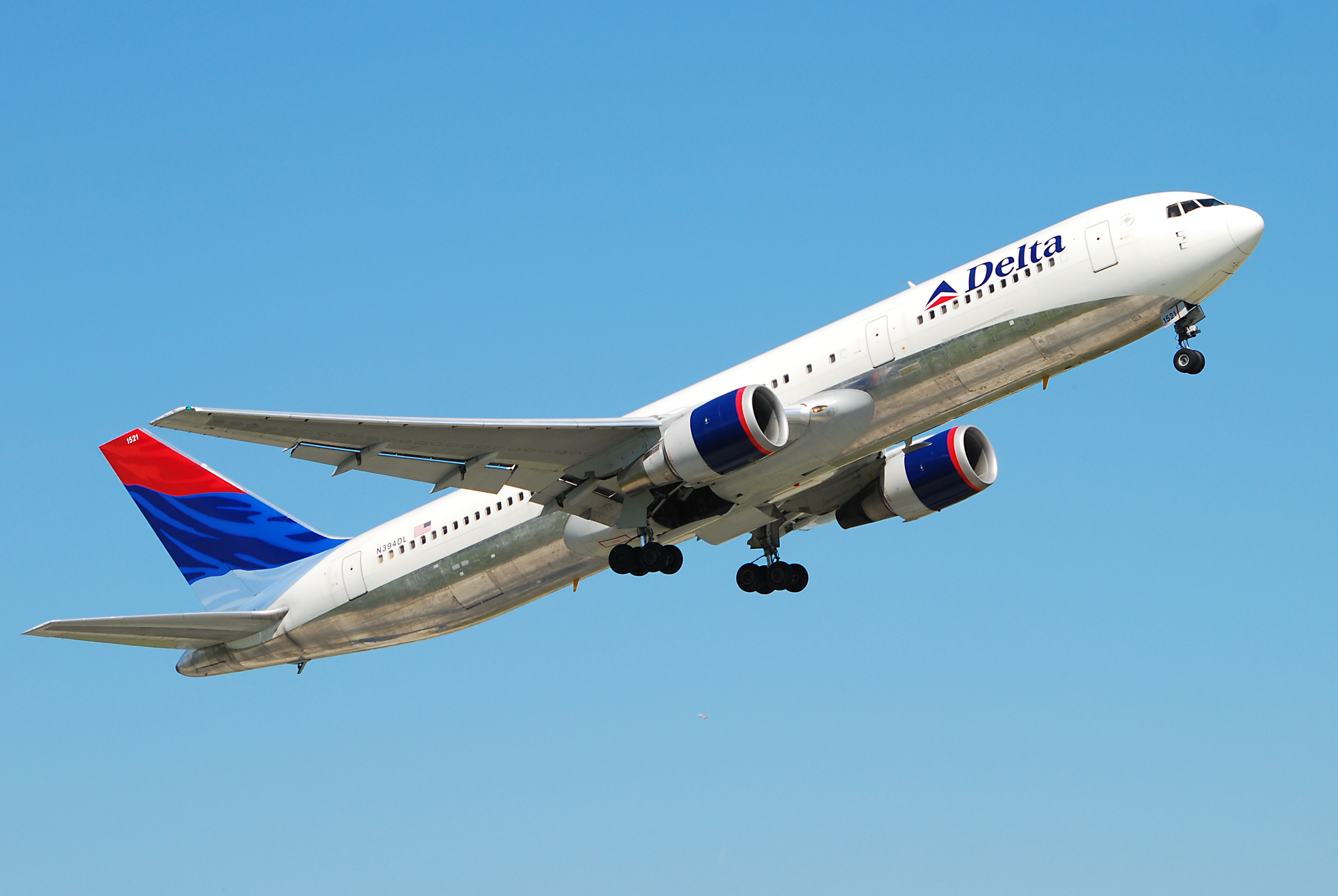
Boeing 767-300ER ve starém zbarvení Delty, 2008

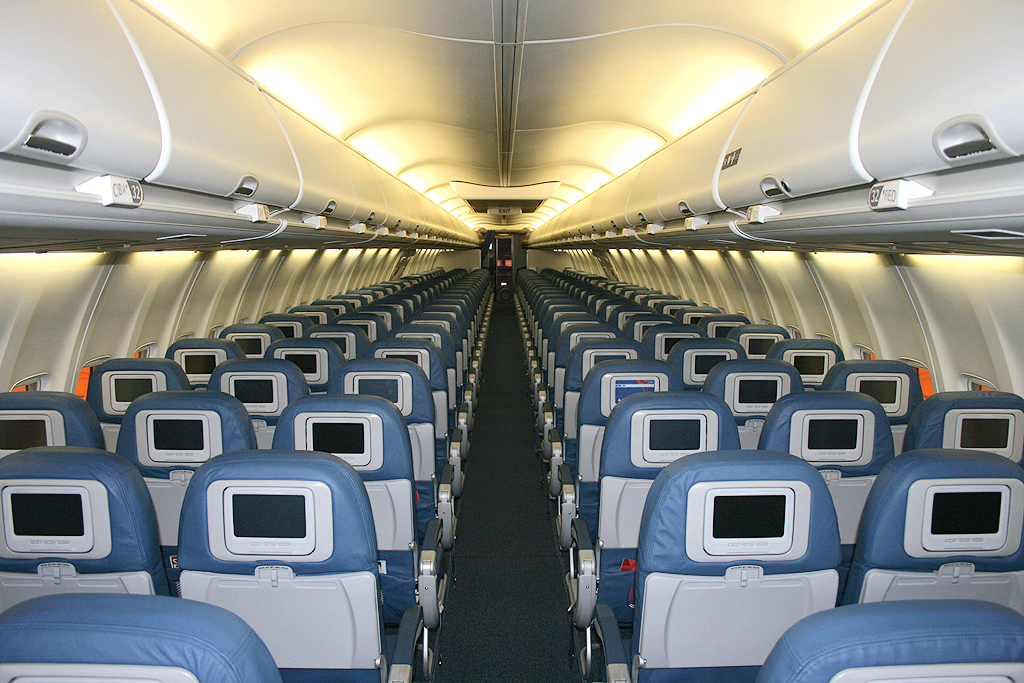
Ekonomická třída v kabině Boeingu 737-800 Delta Air Lines, 2010

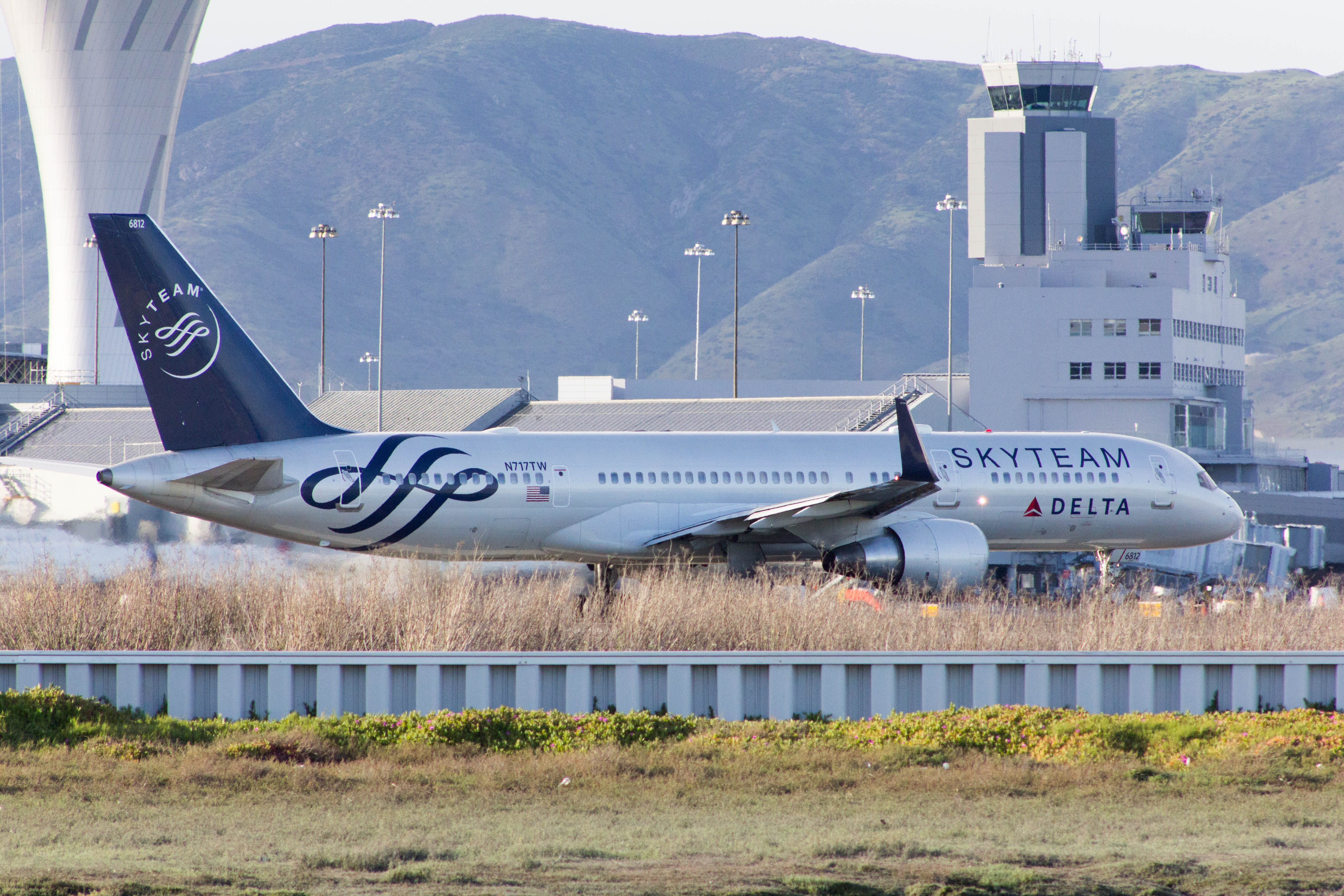
Boeing 757-200 Delta ve zbarvení SkyTeam

K červnu 2021 společnost využívala celkově 790 letadel starých průměrně 14 let.
| Letadlo            | Počet | Objednané | Poznámky                                            |
| ------------------ | ----- | --------- | --------------------------------------------------- |
| Airbus A220-100    | 45    |           |                                                     |
| Airbus A220-300    | 29    | 74        |                                                     |
| Airbus A319-100    | 57    | –         |                                                     |
| Airbus A320-200    | 55    | –         |                                                     |
| Airbus A321-200    | 127   | –         |                                                     |
| Airbus A321neo     | 69    | 91        |                                                     |
| Airbus A330-200    | 11    | –         |                                                     |
| Airbus A330-300    | 31    | –         |                                                     |
| Airbus A330-900neo | 32    | 9         | Nahradí typ Boeing 767-300ER                        |
| Airbus A350-900    | 35    | 11        | Nahradí typy Boeing 747-400 a Boeing 767-300ER.     |
| Airbus A350-1000   |       | 20        |                                                     |
| Boeing 717-200     | 80    | –         |                                                     |
| Boeing 737-800     | 77    | –         | Jsou postupně vyřazovány a nahrazována Airbusy A220 |
| Boeing 737-900ER   | 163   | -         | Jsou postupně vyřazovány a nahrazována Airbusy A220 |
| Boeing 737 MAX10   |       | 100       |                                                     |
| Boeing 757-200     | 98    | –         | 11 využíváno pro charterové lety                    |
| Boeing 757-300     | 16    | –         |                                                     |
| Boeing 767-300ER   | 40    | –         |                                                     |
| Boeing 767-400ER   | 21    | –         |                                                     |
| Celkem             | 986   | 305       |                                                     |